# Уоттс, Ролонда
Роло́нда Уо́ттс (англ. Rolonda Watts; 12 июля 1959, Уинстон-Сейлем, Северная Каролина, США) — американская актриса

, телеведущая, радиоведущая, продюсер, писательница и мотивационный оратор.

## Биография
Ролонда Уоттс родилась 12 июля 1959 года в Уинстон-Сейлеме (штат Северная Каролина, США) в семье председателя факультета изобразительных искусств Уинстон-Салемского государственного университета Роленда Уоттса и заместителя декана Университета Уэйк-Форест Доктора Вельмы Гибсон Уоттс. Уоттс училась в Салемской академии в Уинстоне-Салеме, Северная Каролина, в подростковом возрасте. Она окончила Колледж Спелмана в Атланте, где она была главным редактором школьной газеты и окончила Magna Cum Laude. В 1981 году она получила степень магистра в Высшей школе журналистики Колумбийского университета.
Она была ведущей дневного ток-шоу «Ролонда», которое транслировалось с 1994 по 1997 год. Уоттс была диктором судебного шоу «Судья Джо Браун», которое закончилось в 2013 году. В настоящее время она является диктором в шоу «Суд по разводам».

## Избранная фильмография
| Год       |    | Русское название          | Оригинальное название            | Роль                          |
| --------- | -- | ------------------------- | -------------------------------- | ----------------------------- |
| 1996      | ф  | Девушка № 6               | Girl 6                           | репортёр Нита                 |
| 1997—1998 | с  | Сестра, сестра            | Sister, Sister                   | Вивика Шоу                    |
| 2000      | с  | Западное крыло            | The West Wing                    | Мелисса                       |
| 2001      | с  | Женская бригада           | The Division                     | врач                          |
| 2001      | с  | Седьмое небо              | 7th Heaven                       | Сильвия Картер                |
| 2002—2008 | с  | Дни нашей жизни           | Days of Our Lives                | Кэмерон Риз                   |
| 2003      | с  | Дерзкие и красивые        | The Bold and the Beautiful       | Адвокат Джули Шумейкер        |
| 2004      | с  | Моя жена и дети           | My Wife and Kids                 | Анджелин Бодро                |
| 2004      | с  | Военно-юридическая служба | JAG                              | Судья Дебора Мэйфилд          |
| 2006      | мс | Ох уж эти детки!          | Rugrats                          | религиозная певица / хористка |
| 2011—2012 | мс | Пингвины из Мадагаскара   | The Penguins of Madagascar       | Глэдис                        |
| 2012      | с  | Держись, Чарли!           | Good Luck Charlie                | Дайан Ван дер Вайсс           |
| 2013      | в  | Прощальная вечеринка      | House Party: Tonight’s the Night | Виктория                      |